# Макарье (Кикнурский район)
Макарье — село в Кикнурском районе Кировской области.

## География
Находится на расстоянии примерно 14 км по прямой на север-северо-запад от райцентра поселка  Кикнур.

## История
Известно с 1854 года, когда была здесь построена Казанско-Богородицкая церковь (изначально деревянная, в 1871 каменная). В 1873 году учтено здесь (село Макаровское или Казанско-Богородицкое) дворов 10 и жителей 52, в 1905 (Макарьевское или Новая Пижанья) 31 и 210, в 1926 (село Макарье или Новая Пижанья) 54 и 269, в 1950 44 и 130, в 1989 проживало 326 человек. Настоящее название закрепилось с 1939 года. До января 2020 года входила в Кикнурское сельское поселение до его упразднения.

## Население
Постоянное население  составляло 274 человек (русские 61%, мари 38%) в 2002 году, 181 в 2010.